# СИДЕ
Секретариат разведки (исп. Secretaria de Inteligencia) — высший орган системы национальной разведки Аргентины, осуществляющий как разведывательную, так и контрразведывательную деятельность.
С момента создания в 1946 году и вплоть до 2001 года спецслужба именовалась акронимом СИДЕ (CIDE до 1956 г., SIDE после 1956 г.), после сокращения названия до двух букв (SI) в общепринятой речи продолжает именоваться по-старому.
В 2015 году был распущен и вместо него создано Федеральное разведывательное агентство

## История создания и деятельности

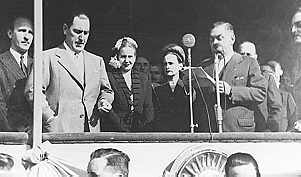
Первый директор SIDE, Родольфо Фрейде (слева), с Хуаном Пероном и Евой Перон

Секретариат разведки (под названием Coordinación de Informaciones de Estado — Координация Государственной информации, CIDE) был создан в 1946 году по инициативе президента Хуана Перона. Во время президента Педро Арамбуру спецслужба была реформирована, и получила название Secretaría de Informaciones de Estado (Секретариат Государственной Информации, SIDE).
В середине XX века аргентинская разведка активно принимала участие в международной антикоммунистической деятельности в Центральной и Южной Америке. Например, именно агенты SIDE отрезали руки и сняли маску с трупа Че Гевары перед его захоронением. В 1966 году SIDE предприняла неудачную попытку похищения советского консула Петрова в Буэнос-Айресе, что послужило причиной отставки руководства Секретариата.
Во время правления генерала Видела, 13 мая 1976 года была проведена очередная реформа, и аргентинская служба разведки стала именоваться Секретариатом Государственной разведки (Secretaría de Inteligencia de Estado, SIDE). В этот период SIDE превратилась в тайную полицию, осуществляющую шпионаж среди повстанческих группировок, в профсоюзах, а также в любой другой организации или группе лиц, которые имели антиправительственную направленность. Совместно со спецслужбами других южноамериканских стран SIDE активно участвовала в преследовании и физическом уничтожении оппозиционных политических деятелей (Операция «Кондор»). К примеру, гангстер, ультраправый террорист и один из основных участников акций ААА Анибаль Гордон являлся информатором, позже офицером СИДЕ.
После восстановления демократии в 1983 году, во время президентства Рауля Альфонсина, численность персонала SIDE была значительно сокращена, бюджет организации урезан, и усилился контроль гражданской администрации за деятельностью спецслужб.
Одним из главных стратегических партнёров SIDE являлось ЦРУ США.
26 января 2015 года, после убийства прокурора Альберто Нисман, президент Кристина Фернандес де Киршнер объявила о планах распустить SI и создать новую разведывательную организацию, называемую Федеральное разведывательное агентство.

## Функции Секретариата разведки

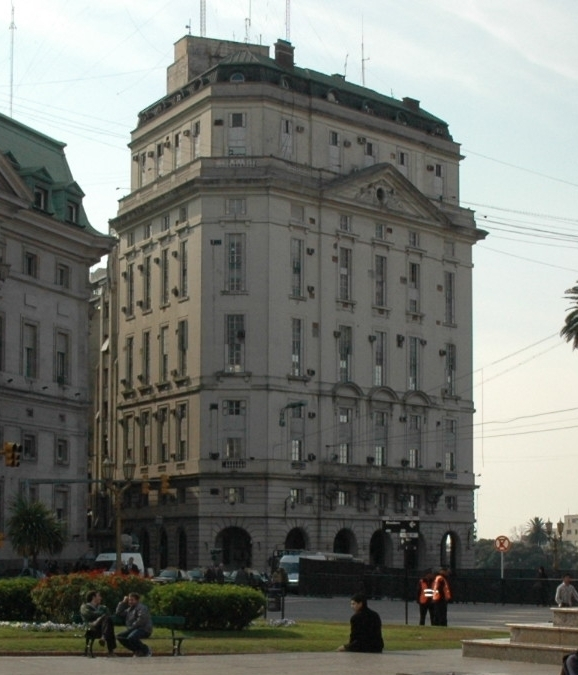
Главное здание SIDE на улице 25 Мая, 11 (Буэнос-Айрес)

В соответствии с Законом о национальной разведке (№ 25.520 от 3.12.2001), Секретариат разведки имеет следующие функции:
1. Разработка Плана национальной разведки.
2. Разработка и осуществление программ и распределение бюджетов в соответствии с Планом национальной разведки.
3. Планирование и осуществление мероприятий по получению и анализу информации в интересах национальной разведки и контрразведки.
4. Руководство и координация деятельности и функционирования Национальной системы разведки, а также осуществление отношений с разведывательными службами других государств.
5. Координация деятельности в рамках законов 23.554 «О национальной обороне» и 24.059 «О национальной безопасности» с должностными лицами в соответствующих областях, рангом не меньше, чем помощник госсекретаря.
6. Получение от всех органов гражданской администрации информации, необходимой для выполнения своих функций.
7. В случае необходимости кооперирование своей деятельности с органами власти провинций.
8. Координация работы по подготовке Национальной стратегической оценки разведки и последующего сбора данных в её интересах.
9. Подготовка ежегодного отчёта по разведывательной деятельности в целях его представления Двухпалатной комиссии Национального Конгресса по аудиторской проверке деятельности спецслужб.
10. Осуществление комплектования, подготовки кадров, повышения квалификации собственного персонала, а также участие в повышении квалификации сотрудников других государственных спецслужб, посредством Национальной школы разведки.
11. Обеспечение разведывательной информацией Министерства обороны в интересах стратегической военной разведки, в соответствии со статьёй 15 Закона 23.554.
12. Обеспечение разведывательной информацией Совета Национальной Безопасности, необходимой для осуществления деятельности органов уголовного розыска, в соответствии с положениями статьи 10 Закона 24.059.
13. Заключение соглашений с физическими или юридическими лицами, будь то государственные или частные, в интересах выполнения своих функций.

## Структура Секретариата разведки
Секретариат разведки состоял из трёх подсекретариатов, которые, в свою очередь, подразделяются на Управления:
- Подсекретариат внутренней разведки (Subsecretaría de Inteligencia Interior)
  - Управление внутренней разведки (Dirección de Inteligencia Interior) — отвечает за общий сбор информации в интересах национальной безопасности
  - Управление внутренних районов (Dirección de Reunión Interior) — осуществляет представительство в провинциях
  - Управление судебного наблюдения (Dirección de Observaciones Judiciales) — осуществляет сбор информации посредством средств связи (почтовых отправлений, телефонных линий), в соответствии с судебными постановлениями
  - Управление контрразведки (Dirección de Contrainteligencia)
  - Управление общественных коммуникаций (Dirección de Comunicación Social) — осуществляет анализ данных из средств массовой информации
- Подсекретариат внешней разведки (Subsecretaría de Inteligencia Exterior)
  - Управление внешних районов (Dirección de Reunión Exterior) — осуществляет сбор внешнеполитической информации, отвечает за связи с иностранными спецслужбами
  - Управление внешней разведки (Dirección de Inteligencia Exterior)
- Подсекретариат поддержки (Subsecretaría de Apoyo de Inteligencia) — осуществляет материально-техническое обеспечение, персонал, связь и обработку данных в интересах Секретариата

Утверждается, что численность Секретариата составлял от 2500 до 3000 человек.

## Направления деятельности Секретариата разведки
В компетенцию Секретариата разведки входили деятельность по следующим направлениям:
- Международный терроризм;
- Религиозный фундаментализм;
- Организованная преступность;
- Организация международного сотрудничества;
- Легальная и нелегальная миграция;
- Распространение оружия массового уничтожения (ядерного, химического, биологического);
- Экологические проблемы, которые несут потенциальные риски для национальной безопасности;
- Отечественные и зарубежные научные разработки;
- Поддержка официальной политики по вопросам национальной обороны и безопасности;
- Мониторинг ситуации в Южной Атлантике, в том числе в аргентинской Антарктике и в районе Фолклендских островов;
- Анализ политической ситуации в крупных латиноамериканских и европейских странах с целью обнаружения нестабильности, конфликтов и кризисов, которые могут иметь прямое или косвенное отношение к национальным интересам Аргентины.